# Svinktjärnarna
Svinktjärnarna är en sjö i Härjedalens kommun i Härjedalen och ingår i Ljungans huvudavrinningsområde.